# Yung Lean
Jonatan Leandoer Håstad (18 juli 1996), beter bekend onder zijn artiestennaam Yung Lean, is een Zweedse rapper en producer. Hij heeft tot nu toe vier mixtapes en vier albums uit onder zijn eigen label Sad Boys Entertainment uitgebracht.

## Carrière
Yung Lean brak in 2013 door met het nummer "Ginseng Strip 2002" van zijn Lavender EP. Hij bracht het lied uit onder zijn label Sad Boys Entertainment. Dit label beheert hij samen met zijn collega-artiesten Yung Sherman en Yung Gud. Na het eerste succes bracht hij in het einde van het jaar zijn tot op heden succesvolste nummer Kyoto uit. In de zomer van 2014 bracht hij Yoshi City uit. Het nummer is het eerste nummer dat met het publiek wordt gedeeld afkomstig van zijn album Unknown Memory.
In 2014 reisden de rapper en zijn collega's van Sad Boys naar de Verenigde Staten voor hun eerste tour door dat land. Hierna speelden ze ook in vierentwintig steden in Europa, waaronder in Amsterdam, en op het Belgische muziekfestival Pukkelpop. XXL Magazine plaatste hem in 2014 in de rubriek 15 European rappers you should know (15 Europese rappers die je moet kennen). Ook waren er complimenten voor zijn eerste mixtape Unknown Death 2002 van de magazines Fact en Vibe.
Op 23 september 2014 bracht Lean zijn tweede album Unknown Memory uit. In de maanden die volgden bracht hij videoclips uit van Sandman, Volt en Blinded.
In 2015 reisde de rapper af naar de Verenigde Staten, onder andere voor het opnemen van zijn album Warlord. Op 8 april overleed zijn tourmanager en vriend Barron Machat bij een auto-ongeluk. Op 30 mei van dat jaar bracht Lean het nummer Roses uit, als eerbetoon aan Machat.
Op 25 februari 2016 bracht hij alsnog zijn derde album Warlord uit.
Op 10 november 2017 heeft hij zijn 4de album uitgebracht genaamd "Stranger". Als aankondiging van zijn album "Stranger" heeft Lean een korte film uitgebracht en deze film werd op 8 november 2017 op het platform Youtube geplaatst

## Discografie

### Albums
- Unknown Memory (2014)
- Warlord (2016)
- Stranger (2017)
- Poison Ivy (2018)
- Starz (2020)
- Psykos (2024)

### Ep's
- Lavender (2013)

### Mixtapes
- Unknown Death 2002 (2013)
- Frost God (2016)
- Stardust (2022)

### Singles
- Marble Phone ft. Kraeyshawn (2013)
- Kyoto (2013)
- Yoshi City (2014)
- Sandman (2014)
- Hoover (2016)
- Red Bottom Sky (2017)
- Hunting My Own Skin (2017)
- Skimask (2017)
- King Cobra ft. Thaiboy Digital (2018)
- Crash Bandicoot & Ghostface/Shyguy (2018)
- Like Me (in samenwerking met Lil Dude) (2018)
- Creep Creeps (2019)
- Total Eclipse (2019)
- First Class ft. Thaiboy Digital (2019)
- Blue Plastic (2019)
- Opium dreams ft. Bladee (2020)
- Chandelier (2021)
- Lazy summer day / Chinese restaurant (2022)

### Muziekvideo's
- Kyoto (2013)
- Greygoose (2013)
- Nekobasu (2013)
- Ginseng Strip 2002 (2013)
- 5th Element (2013)
- Oreomilkshake (2013)
- Racks on Racks (in samenwerking met Thaiboy Digital, 2013)
- Hurt (2013)
- Solarflare (2013)
- Oceans 2001 (2013)
- Plastic Boy (in samenwerking met Bladee, 2013)
- Lightsaber//Savior (2014)
- Emails (2014)
- Blinded (2014)
- Volt (2014)
- Sandman (2014)
- Gatorade (2014)
- Yoshi City (2014)
- Motorola (2014)
- Roses (2015)
- Wanna Smoke (2015)
- Diamonds (in samenwerking met Thaiboy Digital, 2015)
- Tokyo Drift (in samenwerking met MonyHorse, PETZ, Bladee and Junkman, 2015)
- Hoover (2016)
- Afghanistan (2016)
- Sippin (in samenwerking met ManeMane4CGG, 2016)
- Ghostrider (2016)
- Miami Ultras (2016)
- Af1s (in samenwerking met Ecco2k, 2016)
- Ten (in samenwerking met Adamn Killa, 2016)
- Highway Patrol (in samenwerking met Bladee, 2016)
- Eye Contact (2016)
- Hennessey & Sailor Moon (in samenwerking met Bladee,2016)
- Vendetta (2017)
- Mentallic Intuition (2017)
- Red Bottom Sky (2017)
- Stranger (korte film) (2017)
- Happy Feet (2018)
- Friday the 13th (2018)
- Red Velvet (in samenwerking met Bladee, 2019)
- First Class ft. Thaiboy Digital (2019)
- Blue Plastic (2019)
- Boylife in EU (2020)
- Violence + Pikachu (2020)
- My agenda (2020)
- Outta my head (2020)
- Opium dreams ft. Bladee (2020)
- Butterfly paralyzed (2020)
- Summer rain (2021)
- Chandelier (2021)
- Trip (2022)
- Bliss ft. FKA Twigs (2022)
- Paradise Lost ft. Ant Wan (2022)
- Waterfall (2022)